# Тибар
Тибар (итал. Tevere, енгл. Tiber), трећа по дужини река у Италији са 406 km, после Поа и Адиђеа, протиче кроз Рим у правцу од планине Фумајоло до Тиренског мора, у које утиче са два рукавца: један који пролази кроз предграђе Остије на југу, а други кроз Фјумичино на северу. Слив Тибра је око 18.000 km².
Извор Тибра се састоји од два извора удаљена 10 м један од другог на планини Фумајоло. Ови извори се зову le Vene. Извори су у буковој шуми на надморској висини од 1.268 м. Прве миље Тибра пролазе кроз Валтиберину пре уласка у Умбрију.

## Име
Вероватно је име Тибар пре-латинског порекла, као и римски назив Tibur (данас Тиволи). Прича се да се митски краљ Тиберније, девети од легендарних краљева Алба Лонге, утопио у реци Албула, која је потом названа Тибар. Овај мит можда може објаснити сећање на ранији пре-индоевропски назив реке, 'беле' од седимената. Легенде кажу да су браћа близанци Ромул и Рем остављени на обали Тибра, где их је спасила вучица.
С друге стране, ако је етрурско лично име Thefarie, настао од имена реке, етрурско име за Тибар било би Thefar. Да ли то значи „бело” није познато. Најсроднија позната етрурска реч је вероватно thafna, „пехар”.

## Историја
Тибар је био важна трговачка река од времена Пунских ратова, када је лука Остија постала кључна поморска база. Када је лука Остије затрпана муљем, крајем првог века изграђен је нови пут, via Portuensis, који је повезивао Рим с новом луком, Фјумичино.
У Тибар се улива римска речица Анио, а на њему се налази острво (Isola Tiberina) у центру Рима, између Трастевере и античког центра. Газ на острву је вероватно најстарија насеобина у граду. Легенда каже да је мајка Ромула и Рема, Реа Силвија, весталска девица, натерана да се утопи у реци Тибар. Тибар се њоме оженио и поплавио околину због неправде која је нанесена његовој жени.
Популарно зван flavus, „жута река”, Тибар има доста наноса али не прави делту, захваљујући јакој северној морској струји која тече близу обале, стрмој обали и тектонским наносима. Обала се од древних времена померила за око 3 km, оставивши античку Остију на сувом. Од пре једног века, обала у Фјумичину се помера за око 4 m годишње.
Рукавац који повезује Фјумичино с морем је канал, који је прокопан у време императора Клаудија и оправљен у доба Трајана. У средњем веку канал је затрпао муљ, али га је папа Павле V 1612. поново отворио за пловидбу.
Стари Римљани су повезали реку с одводним каналом (Cloaca Maxima) и подземном мрежом тунела и канала да би довели воду у средиште града. Изградња модерног каменог насипа почела је 1876.
Поплаве Тибра биле су честе кроз историју. У модерним временима, познате поплаве биле су 1598, 1870. и 1900. 
Бенито Мусолини, рођен у Ромањи, померио је границу између Тоскане и Емилије-Ромање, да би извор Тибра био у Ромањи. Поред бистрог извора подигнут је антички стуб с натписом  QUI NASCE IL TEVERE SACRO AI DESTINI DI ROMA („Овде је рођен Тибар, посвећен судбини Рима“) 
Када се англиканац преобрати у римокатолицизам, за њега се каже да је „препливао Тибар”. У обратном случају, каже се „препливати Темзу”.